# Ichtuskerk (Wolvega)
De Ichtuskerk is een kerkgebouw in Wolvega, gemeente Weststellingwerf, in de Nederlandse provincie Friesland.
De gereformeerde kerk werd gebouwd naar een ontwerp van Ane Nauta. De eerstesteenlegging geschiedde op 5 juni 1923 door Ds TJ. Petersen. De kruiskerk verving een oudere kerk uit 1874 waarvan de eerste steen werd gelegd op 22 april 1874 door J.A. Bult. Deze steen bevindt zich in een binnenmuur van de kerk. Op de toren is het Ichtusteken in neon-verlichting geplaatst met daarin het jaartal 2000. 
Het orgel uit 1910 is gemaakt door Bakker & Timmenga. Het is boven de preekstoel aan de zuidgevel geplaatst. In 1953 werd het orgel door Mense Ruiter uitgebreid.
Er wordt gekerkt door de protestantse gemeente te Wolvega.

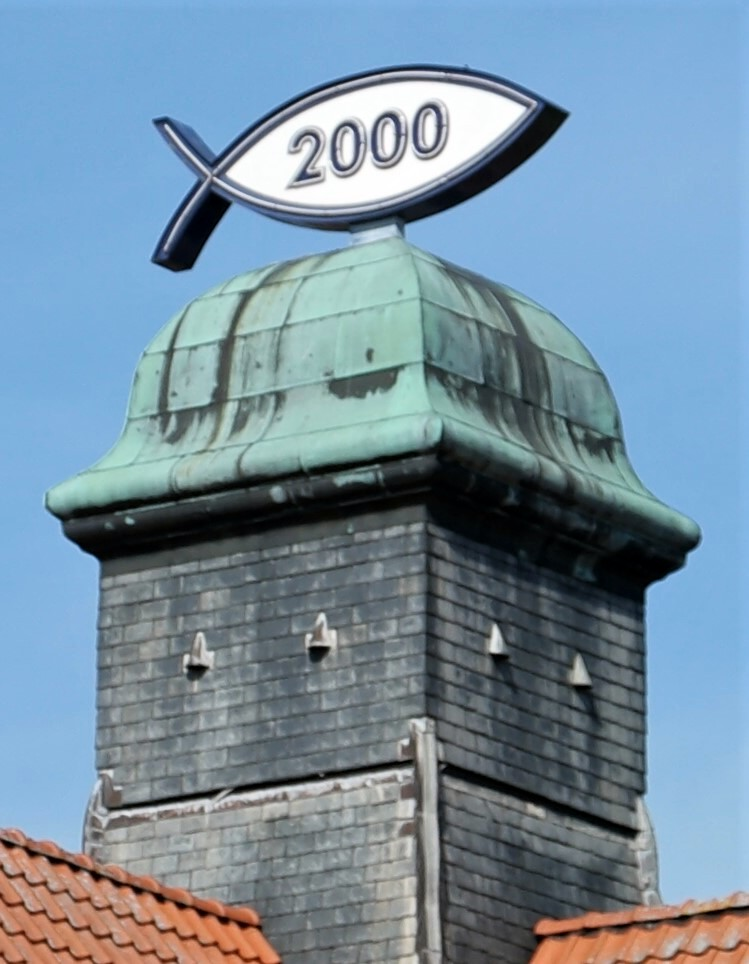
Ichtus op de toren